# Caucalières
 Caucalières là một xã trong tỉnh Tarn thuộc vùng Occitanie ở miền nam nước Pháp. Xã này nằm ở khu vực có độ cao trung bình 194 mét trên mực nước biển.
Sông Thoré tạo thành phần lớn ranh giới phía nam thị trấn.